# Die Gleichheit
Die Gleichheit (« L'Égalité »), sous-titré le journal pour l'intérêt des travailleuses, puis le journal pour les femmes et les filles du peuple laborieux était un journal féministe marxiste et social-démocrate, qui parut de 1892 à 1923. 
Fondé par la militante Clara Zetkin, il devient vite en l'organe principal de l'organisation féminine du Parti social-démocrate d'Allemagne. À la fondation de l'Internationale socialiste des femmes, il en devient le journal officiel et sa diffusion s'internationalise. Clara Zetkin est progressivement écartée avant, puis pendant la Première Guerre mondiale, de la direction du journal, et sa publication s'interrompt en 1923. 

## Histoire
Historiquement, Die Gleichheit fut précédé par le journal Die Arbeiterin (« La Travailleuse »), lequel avait été fondé par Emma Ihrer. Cette publication ne connaissait pas un grand succès et l'éditeur Johann Heinrich Wilhelm Dietz finit par en confier la gestion à Clara Zetkin. Malgré son manque d'expérience journalistique, cette dernière réussit à gérer la rédaction en éditrice avisée.
Sous la direction de Clara Zetkin, Die Gleichheit devint la principale publication de l'organisation féminine du Parti social-démocrate d'Allemagne (SPD), à la ligne marxiste affirmée. À l'époque, la propagande de ce mouvement traitait essentiellement des difficultés et des besoins quotidiens des femmes au foyer et des travailleuses, tels que les conséquences de la hausse des prix. Clara Zetkin alla plus loin en transformant son journal en outil de formation politique et d'éducation populaire. Son objectif était alors moins d'obtenir de nouvelles partisanes, que d'influencer la ligne du SPD. 
Elle pointa aux yeux des femmes allemandes l'iniquité des loyers et des conditions de travail de leur temps - Clara Zetkin exigeait par exemple la journée quotidienne de travail de 10 heures. Dans le même temps, le journal se démarqua également du mouvement féministe bourgeois.
L'approche théorique du journal se compliqua avec l'extension de son tirage, car les articles politiques étaient trop longs et car il contenait trop peu de divertissements. Clara Zetkin fut alors forcée à introduire des annexes qui, par exemple, traitaient de questions d'éducation. Cependant, la baisse continue de tirage du magazine amena Johann Heinrich Wilhelm Dietz à en donner la responsabilité à Luise Zietz. Pendant l'avant-guerre, cette dernière s'était présentée comme un successeur de Clara Zetkin, tout en s'en démarquant. Clara Zetkin resta un porte-parole du journal dans l'opposition de la SPD pendant la Première Guerre mondiale. Le conseil exécutif du parti, en tant que propriétaire du contrat de Johann Heinrich Wilhelm Dietz, finit par retirer Clara Zetkin de la ligne éditrice et de ses fonctions en 1917, au profit de Marie Juchacz.

## Forme et contenu
Le journal, d'environ dix pages, fut publié bimensuellement. En 1900, une édition fut évaluée à 4 000 exemplaires. Pendant la Première Guerre mondiale, le nombre d'abonnements augmenta à 125 000, faisant de Die Gleichheit un journal de masse. À la suite de la démission de Clara Zetkin, l'édition baissa à 19 000 exemplaires. Il était alors imprimé en nombre limité, son contenu était confus et sa présentation peu attrayante. Il n'y avait presque pas d'illustrations ou d'autres éléments graphiques.
Le contenu du journal se divisait en deux parties. La première incluait jusqu'à cinq articles. Du temps de Clara Zetkin, l'éditorial était directement réalisé par cette dernière et généralement publié anonymement. La seconde partie contenait la rubrique « petits nouvelles » : des informations sur les femmes et sur les mouvements travailleurs féministes en Allemagne et à l'étranger. À la suite de la première conférence internationale des femmes socialistes, en 1907, le journal devint l'organe officiel de l'Internationale socialiste des femmes. À partir de ce moment parurent, sous forme de feuilletons, des histoires, des nouvelles ou des contes de femmes écrivains traitant thématiquement de la vie des travailleuses. À partir de 1897 fut ajoutée une rubrique de notes et de billets, à laquelle Lily Braun participa. Au sein de cette rubrique, des informations étaient publiées sur le droit de vote des femmes, sur les conditions de travail des femmes, sur les mouvements féministes bourgeois, sur la législation sociale ou encore à destination des femmes et des enfants.
Les auteurs du journal comprenaient, entre autres : Ottilie Baader, Luise Zietz, Gustav Hoch, Edwin Hoernle et Margarete Wengels. Occasionnellement, d'autres auteurs sociaux-démocrates contribuaient aux publications, tels que Rosa Luxemburg ou August Bebel. S'y ajoutaient d'autres contributions depuis l'étranger. Détail particulier : la rédaction rendit des hommages particuliers au mérite d'August Bebel. En 1909, à l'occasion de son anniversaire, elle lui consacra un numéro entier. Lors de sa mort en 1913, elle publia un « Numéro Zéro », qui lui était intégralement dédié. Karl Marx et August Bebel furent les seuls auteurs socialistes qui furent intensivement associés à Die Gleichheit de 1891 à 1914. Ils ne voulaient pas ainsi changer la perception du marxisme, mais plutôt faire de la pensée socialiste une base d'un enseignement orienté vers l'action[pas clair].